# Smooth Criminal
"Smooth Criminal" é uma canção do cantor norte-americano Michael Jackson, lançada em 14 de novembro de 1988 pela Epic Records como o sétimo single de seu sétimo álbum de estúdio Bad (1987).
A canção, escrita e composta por Jackson, e produzida por Jackson e Quincy Jones, apresenta uma batida rápida, com letra sobre uma mulher que foi atacada em seu apartamento por um "criminoso silente". O refrão "Annie, are you OK?" foi inspirado por Resusci Anne, um manequim usado no treinamento de RCP.
"Smooth Criminal" alcançou a posição de número sete na parada norte-americana Billboard Hot 100, tornando-se o sexto single de Bad a chegar ao top 10. A canção também alcançou a segunda colocação na parada Billboard Hot Black Singles. "Smooth Criminal" recebeu certificação de platina duplo pela Associação Americana da Indústria de Gravação (RIAA). O single alcançou a posição de número um na Bélgica, Islândia, Holanda e Espanha. Embora "Smooth Criminal" não tenha sido um dos singles número um da Billboard Hot 100, em críticas retrospectivas, é considerada uma das melhores canções de Bad, e uma das canções representativas de Jackson. A canção já apareceu em diversas compilações e foi cantada em todas as turnês solo de Jackson.
O videoclipe de "Smooth Criminal" estreou na MTV em 13 de outubro de 1988. O vídeo é a peça central do filme Moonwalker de 1988. O cenário com influência da década de 1930, o terno e fedora brancos de Jackson prestam homenagem ao filme de comédia musical estrelado por Fred Astaire, The Band Wagon (1953). No vídeo, Jackson e os dançarinos realizam um "movimento anti-gravidade" que parece fisicamente impossível.
"Smooth Criminal" foi relançada em 2006 como single, como parte do box set de Jackson Visionary: The Video Singles. A revista Rolling Stone classificou a canção em sexto lugar em sua lista das 50 melhores canções de Michael Jackson, escrevendo que foi "sua melhor mistura de balanço R&B e ousadia do rock, e um ponto crucial em sua mudança para um material mais sombrio e cru".

## Música
"Smooth Criminal" foi desenvolvida especialmente para o musical Moonwalker. Na sequência em que Jackson canta a música no filme, ele deve salvar uma garotinha (Annie) das mãos de um perigoso vilão (Mr. Big). A sequência foi reduzida para um videoclipe curto chamado "Smooth Criminal (Radio Edit)", onde a música é apresentada em sua versão curta, ou seja, na versão que consta no álbum e que é exibida pelas rádios do mundo todo.
A letra da canção conta a história de Annie, uma jovem que é atacada em seu apartamento por um assassino.
A canção por pouco não entrou na "track list" oficial de Bad. A primeira versão era conhecida como "Al Capone" e tinha como enredo o estilo de vida gangster. Essa versão escrita em 1985, foi retrabalhada em 1986 e virou Smooth Criminal.
O estilo de Jackson de dançar e se vestir no videoclipe dessa canção fez parte do enredo do jogo Michael Jackson's Moonwalker, lançado pela Sega.
Michael performou a canção na segunda etapa da turnê Bad World Tour e também na HIStory World Tour. Mas foi na Dangerous World Tour que Jackson sagrou a música de vez a arte do espetáculo. Executando-a com total flexibilidade e passos robóticos, Michael fez de Smooth Criminal o ponto alto do show Dangerous, principalmente a parte do The Lean, truque onde inclina o corpo em 45º sem tirar os pés do chão .

### The Lean
No vídeo da música, Michael Jackson e seus dançarinos, executam um truque aparentemente impossível de se realizar, inclinar o corpo em 45º sem tirar os pés do chão.
Na verdade, esta ilusão foi criada usando cordas e fios no vídeo da música. Para realizar esta manobra em shows ao vivo, um mecanismo de hitching foi construído no chão do palco e nos sapatos dos artistas, permitindo assim que eles se posicionem sem necessidade de manter seus centros de massa diretamente sobre seus pés. O sistema consiste em estacas que sobem a partir do palco no momento apropriado, e sapatos especiais com suportes de tornozelo e recortes nos saltos que podem deslizar sobre as estacas e estar temporariamente ligados ao palco.
Ora, afirma-se que a ilusão no vídeo da música foi conseguida por meio de dispositivos e cabos que tiveram de ser conectados e desligados do chão por ajudantes.

## Créditos Musicais
| - Michael Jackson - vocais, palmas, arranjo vocal, arranjo rítmico, produção - Quincy Jones - produção - Bill Bottrell - bateria - John Robinson - bateria - Bruce Swedien - bateria, anúncio policial, gravação - David Williams - guitarra - Kim Hutchcroft - saxofones - Larry Williams - saxofones - Gary Grant - trombetas | - Jerry Hey - trombetas, arranjo de chifres - Kevin Maloney - piano steinway mudo - Christopher Currell - Synclavier - Denny Jaeger - Efeitos Synclavier - Michael Rubini - Efeitos synclavier - John Barnes - sintetizadores - Michael Boddicker - sintetizadores - Dr. Eric Chevlen - gravação de batimentos cardíacos - John Barnes - arranjo de ritmo |

## Videoclipe
Jackson originalmente queria fazer um videoclipe no gênero ocidental, mas decidiu depois de assistir The Godfather com o diretor Colin Chilvers para mudá-lo para um estilo gangster dos anos 1930. Jeffrey Daniel, do grupo de soul music Shalamar, co-coreografou o vídeo "Smooth Criminal" com Jackson e Vincent Paterson, que foi um dançarino de apoio nos videoclipes de "Beat It" e "Thriller". Foi dirigido pelo coordenador de efeitos especiais Colin Chilvers. A sequência de dança e o terno branco e o fedora de Jackson prestam homenagem ao filme de comédia musical do Fred Astaire "The Band Wagon". O filme foi filmado entre meados de fevereiro e abril de 1987 em Culver City, Califórnia e no backlot no Universal Studios Hollywood. O vídeo estreou na MTV em 13 de outubro de 1988.
Jackson e os outros dançarinos executam uma "inclinação anti-gravidade" que parece fisicamente impossível. Os dançarinos inclinam-se para a frente 45 graus com as costas retas e pés lisos no chão, e seguram a pose antes de retornar em pé. A inclinação move o centro de massa do corpo mais longe do que pode suportar. A ilusão foi alcançada usando cabos e um arreio. Em outubro de 1993, a equipe de Jackson patenteou um método de realizar o lean in concert usando sapatos especialmente projetados que se juntam em pinos que sobem do palco. Mesmo com os sapatos, o movimento requer boa força do núcleo atlético.
O vídeo ganhou o prêmio de Melhor Videoclipe no Brit Awards de 1989 e o Critic's Choice concedeu a Jackson o prêmio de "Melhor Vídeo" e o People's Choice Awards por "Vídeo De Música Favorita" para o mesmo ano.
Em 2019, a personalidade da televisão americana Kim Kardashian comprou o fedora "Smooth Criminal" de Jackson, que ainda tinha sua maquiagem, para sua filha North West.
No dia 24 de outubro de 2024, às 16h24 (horário de Brasília), o videoclipe de "Smooth Criminal" alcançou 1 bilhão de visualizações no YouTube. Com isso, Michael Jackson estende seu recorde como o primeiro artista do século XX com o maior número de videoclipes a atingir essa marca. Ele já havia conquistado esse feito com sucessos como "Billie Jean", "Thriller", "Beat It" e "They Don’t Care About Us".

## Performance ao vivo
A primeira execução ao vivo do famoso passo de dança de Michael intitulado de “The Lean” (a inclinação de 45º, desafiando a gravidade) foi em fevereiro de 1988 em Kemper Arena na América do Norte, confirmado pelo Michael Bush, estilista do Michael Jackson. “Eu tinha um buraco no estômago, como nós sempre teríamos que fazer algo, ao vivo, pela primeira vez. Não importa quantas vezes nós praticávamos, eu não sabia que não há nada marcado a fogo, por isso, quando Michael se dirigiu aos parafusos no palco de Kansas City em 23 de Fevereiro de 1988, fiz todo o possível para não fechar os olhos. Michael era um mestre. Cantando e dançando no centro das atenções, banda ao vivo, dançarinos e dezenas de milhares de pessoas que tentam chegar até você. Estava tão concentrado em seus sapatos parafusos deslizantes. E ele se inclinou. Direto. Smooth Criminal eletrizou esta noite”, recordou.
Em todas performances a canção era estrelada pelo Rei do Pop com playback. Na Bad World Tour, a partir do final da canção era ao vivo; em Dangerous World Tour era 99% a canção inteira de playback, só no final que o Jackson solta o famoso grito de “Hoo!” e conclui a canção com a letra “you've hit by, you've struck by, a smooth criminal”; em History World Tour era sem playback só no final, na letra do refrão; porém, o astro executou Smooth Criminal sem playback (a canção inteira) em março de 1988 no Madison Square Garden (MSG) — Nova Iorque, em uma apresentação especial.
Michael incluiu a canção nas turnês de "Bad World Tour" (1988-1989), passando por "Dangerous World Tour" (1992-1993), "HIStory World Tour" (1996-1997) e também iria performá-la na This Is It Tour (2009-2010), todas apresentando diferentes versões:
- Em Bad World Tour, onde a faixa foi incluída somente em parte da turnê, Jackson apenas vestiu o paletó bege e o chapéu por cima do figurino;
- Em Dangerous World Tour, Michael vestiu-se do mesmo estilo vivido na turnê antecessora: ‘chapéu branco/bege com laço preto e o paletó bege por cima do figurino’.
- Já em HIStory World Tour que a faixa parecia ter uma atenção mais especial. Com figurino próprio, que incluía o já famoso chapéu e paletó - e uma camisa azul e gravata branca por baixo, com modicações em relação à turnê anterior.
- Michael também iria performar a música na turnê de This Is It onde Michael usaria o traje completo (que só foi usado no clipe especial), além de um novo "The Lean", no qual, Michael inclinaria junto com seus dançarinos sem que as luzes se apagassem. Mas a turnê foi cancelada devido a morte do cantor. Foi criado inclusive um clipe de Smooth Criminal especialmente para a turnê.

## Desempenho nas paradas
A canção teve um bom desempenho nas paradas de todo o mundo, entrando nas paradas em três anos, 1988, 2006 e 2009. O número 1 foi alcançado na Bélgica, Holanda, Dinamarca e Israel em 1988/89. Em 2006, chegou ao topo na Espanha. Nos Estados Unidos, chegou à posição 7 na Billboard. Na parada mundial em 1988, ficou em 2º lugar por impressionantes sete semanas consecutivas atrás de Phil Collins com "Two Hearts". Em 2009, com a morte do ídolo, a canção voltou a vender no mundo e chegou à 15ª posição com 154 mil pontos.